# Gustav Meyer
Gustav Meyer, född 25 november 1850 i Groß-Strehlitz, Oberschlesien, död 28 augusti 1900 på sinnessjukanstalten Feldhof vid Graz, var en tysk språkforskare.
Meyer blev 1877 e.o. professor i sanskrit och jämförande språkvetenskap i Prag samt var 1881-97 professor i Graz. Han var verksam företrädesvis på det grekiska och albanska språkområdet. Han uppvisade albanskan som (enda) representant för en särskild indoeuropeisk språkfamilj, och hans arbeten på detta område var banbrytande.